# Ràdio i Televisió d'Andorra
Ràdio i Televisió d'Andorra, S.A. (Radio e Televisione di Andorra, RTVA), è l'ente radiotelevisivo di Stato del Principato di Andorra. Opera con la sigla ATV nella televisione e RNA nel settore radiofonico. Trasmette in lingua catalana.  Il suo attuale direttore generale è Xavi Mujal.

## Storia
Il 26 ottobre 1989 a seguito di una decisione del Consiglio Generale di Andorra venne creato un ente apposito per le radiotrasmissioni andorrane, che all'epoca si chiamava Organisme de Ràdio i Televisió d'Andorra (ORTA).
La Ràdio Nacional d'Andorra (RNA) iniziò le trasmissioni nel dicembre 1990, mentre il canale televisivo Andorra Televisió (ATV), iniziò l'emissione nel 1995.
Tutte le trasmissioni sia radiofoniche che televisive erano inizialmente acquistate da produttori esterni mentre dal 1997 l'ORTA ha iniziato a produrre internamente. L'ORTA fu sostituita dall'ente attuale il 13 aprile 2000.
Anche la RTVA venne fondata su iniziativa del governo andorrano. RTVA è membro dell'Unione europea di radiodiffusione dal 2002 e prende parte all'Eurovision Song Contest dal 2004 al 2009. A novembre 2011 RTVA era intenzionata a lasciare l'ente per problemi economici, salvo poi ripensarci.
L'emittente deve competere con le molte trasmissioni radiotelevisive provenienti da Francia e Spagna facilmente captabili dal piccolo principato.

## Programmazione
Il canale televisivo ATV propone un palinsesto generalista con spazio a eventi sportivi, film e spettacoli. Lo spazio informativo  (ATV Noticies), va in onda alle 13.45, 21.00 e con un'edizione notturna poco prima della mezzanotte. I lavori del Parlamento andorrano sono talvolta ripresi. Generalmente le trasmissioni iniziano alle 07.30 e terminano alle 23.45 sette giorni alla settimana. Nel periodo del giorno in cui non vi è emissione viene messo in onda il televideo.
Il canale radiofonico RNA trasmette per 24 ore al giorno sette giorni su sette.
ATV e RNA sono trasmessi gratuitamente via internet sul sito della RTVA.
La grafica delle trasmissioni è affidata all'azienda italiana ClassX, la quale offre i propri software per la messa in onda in tutto il mondo.